# 奥尔贝伊
奥尔贝伊（法語：Orbeil，法語發音：[ɔʁbɛj]）是法国多姆山省的一个市镇，属于伊苏瓦尔区。

## 地理
奥尔贝伊（45°33'44"N, 3°16'38"E）面积9.65 平方千米，位于法国奥弗涅-罗讷-阿尔卑斯大区多姆山省，该省份为法国中南部省份，北起阿列省接壤，东临卢瓦尔省，南至上盧瓦爾省和康塔爾省，西接科雷兹省和克勒兹省。
与奥尔贝伊接壤的市镇（或旧市镇、城区）包括：布雷纳、欧亚-弗拉、伊苏瓦尔、帕朗蒂尼亚、圣巴贝勒、圣伊瓦纳、伊龙德和比龙。

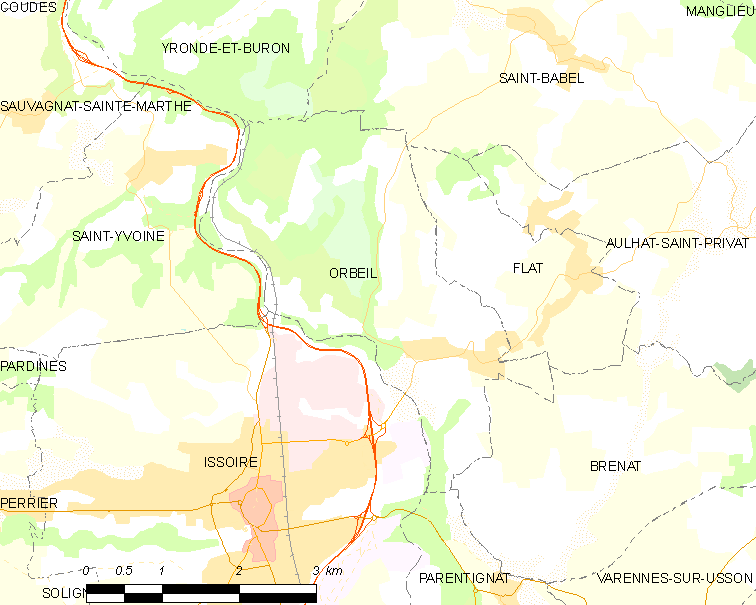
奥尔贝伊的OSM定位图

奥尔贝伊的时区为UTC+01:00、UTC+02:00（夏令时）。

## 行政
奥尔贝伊的邮政编码为63500，INSEE市镇编码为63261。

## 政治
奥尔贝伊所属的省级选区为伊苏瓦尔县。

## 人口

1962-2008年间奥尔贝伊人口变化图示

奥尔贝伊于2022年1月1日时的人口数量为881人。